# Томас Плессель
Томас Плессель (нім. Thomas Plößel, нар. 29 квітня 1988, Ольденбург, Німеччина) — німецький яхтсмен, бронзовий призер Олімпійських ігор 2016 та 2020 року.

## Виступи на Олімпіадах
| Олімпіада           | Дисципліна | Місце |
| ------------------- | ---------- | ----- |
| Ріо-де-Жанейро 2016 | 49er       | 3     |
| Токіо 2020          | 49er       | 3     |

## Зовнішні посилання
- Томас Плессель — олімпійська статистика на сайті Sports-Reference.com (англ.) (архівна версія)